# Halopeplis amplexicaulis
La salicornia amplessicaule (Halopeplis amplexicaulis (Vahl) Ung.-Sternb. ex Ces., Pass. & Gibelli, 1874) è una pianta alofita appartenente alla famiglia delle Amarantacee, diffusa nel bacino del Mediterraneo.

## Distribuzione e habitat
La specie è presente in Europa meridionale (Portogallo, Spagna, Italia), in Nord Africa (Marocco, Algeria, Tunisia, Libia, Egitto) e nel Medio Oriente (Libano, Siria, Israele, Giordania, Cipro  e penisola del Sinai). In Italia è nota con certezza solo in Sicilia e Sardegna; dubbia la sua presenza in Puglia.
È una specie alofita, che cresce ai margini delle saline, su suoli salsi e terreni argillosi litoranei secchi.